# 摩根縣 (科羅拉多州)
摩根縣（英語：Morgan County）是美國科羅拉多州東北部的一個縣。面積3,351平方公里。根據美國2000年人口普查，共有人口27,171人。縣治摩根堡（Fort Morgan）。
成立於1889年2月19日。縣名來自縣治，以紀念Christopher A. Morgan上校。